# Mercedes-Benz C-klasse
Mercedes-Benz C-klasse er en personbilsmodel fra Mercedes-Benz. Den første generation, internt benævnt W202, kom på markedet i 1993 og afløste 190-serien, internt benævnt W201.
C-klassen var den mindste personbil fra Mercedes-Benz frem til 1997, hvor den forhjulstrukne A-klasse kom på markedet. Derefter var C-klassen dog stadigvæk den mindste model med baghjulstræk.
De tre første år fandtes C-klassen ligesom forgængeren kun som firedørs sedan, men i 1996 kom en stationcarudgave, T-model. Med anden generation, W203, fra 2000 kom også en todørs sportscoupé, internt benævnt CL203.
W203 fortsatte frem til 2007, hvor tredje generation benævnt W204 kom på markedet.

## Billeder
- W202
- W202
- S202
- S202
- W203
- W203
- S203
- S203
- CL203
- CL203
- W204
- W204
- S204
- S204
- C204
- C204
- W205
- W205
- S205
- S205
- C205
- C205
- A205
- A205
- W206
- W206
- S206
- S206
- X206
- X206